# Эскоикис, Хуан
Хуан Эскоикис Мората (14 июля 1747, Оканья, Кастилия-Ла-Манча — 19 ноября 1820, Ронда, Андалусия) — испанский богослов, политик и писатель. Родился в Наварре в 1762 году. Его отец был генерал-офицером, и он начал жизнь пажом при дворе короля Карла III. Он стал священником и был обеспечен пребендой в Сарагосе. В своих мемуарах Мануэль де Годой утверждал, что Эскоикис стремился завоевать его расположение лестью. Есть все основания полагать, что это точное определение. Тот факт, что он был выбран в качестве наставника наследника Фердинанда, впоследствии короля Фердинанда VII, сам по себе является доказательством того, что он приложил все усилия, чтобы завоевать расположение правящего фаворита.
В 1797 году он опубликовал перевод «Ночных мыслей» Юнга, который сам по себе не свидетельствует о том, что он был хорошо знаком с английским языком, поскольку перевод мог быть сделан с французского. В 1798 году он опубликовал так называемую эпопею о завоевании Мексики («Mexico conquistada», Мадрид, 1798), длинную и быстро позабытую. Эскоикис был активным и настойчивым членом литературной клики, которая считала Годоя своим покровителем. Но положение наставника наследника престола возбудило его амбиции.
Он начал надеяться, что сможет сыграть роль тех придворных духовных лиц, которые в прежние времена часто принимали активное участие в управлении Испанией. Когда Фердинанд повзрослел и женился на неаполитанской принцессе, Эскоикис стал центром придворной оппозиции Годою и его политике союза с Францией. Он был мозгом, насколько это вообще возможно, интриги. Его деятельность была настолько печально известна, что он был сослан из двора; в качестве утешения ему дали пост каноника Толедо. Как и следовало ожидать, эта полумера оказалась весьма неэффективна. Эскоикис продолжал поддерживать постоянную связь с принцем. Толедо находится недалеко от Мадрида, и им было легко поддерживать переписку.
Он принимал участие в эскориальском заговоре, раскрытом 28 октября 1807 года. Его посадили в тюрьму и предали суду вместе с другими заговорщиками. Но поскольку они обратились к Наполеону, который не хотел, чтобы его имя было упомянуто, правительству пришлось замять дело, и заключённые были оправданы. После восстания в Аранхуэсе 17 марта 1808 года, в которой он принял участие, он стал одним из самых доверенных советников Фердинанда. Решение нового короля встретиться с Наполеоном в Байонне было во многом вдохновлено им. В 1814 году Эскоикис опубликовал в Мадриде свой труд «Честное представление причин, которые вдохновили короля Фердинанда VII на путешествие в Байонну» (исп. Idea Sencilla de las razones que motivaron el viage del Rey Fernando VII a Bayona).
Это исторический документ, в котором содержится отчет о разговоре с Наполеоном. Эскоикис был слишком твёрдо убежден в своей изобретательности и достоинствах, чтобы скрывать заблуждения и глупости, свои и своих соратников. Он демонстрирует тщеславие, легкомыслие и бесполезное хитроумие с большим количеством бессознательного юмора, но с некоторым литературным изяществом. Когда испанская королевская семья была заключена Наполеоном в тюрьму, Эскоикис остался с Фердинандом в Валансе. В 1813 году он опубликовал в Бурже перевод «Потерянного рая» Джона Мильтона.
Когда Фердинанд в 1814 году был освобождён, Эскоикис вернулся в Мадрид в надежде, что теперь его амбиции будут удовлетворены, но король устал от него и, кроме того, решил никогда не подчиняться никаким фаворитам. После очень короткого периода службы в 1815 году он был отправлен в ссылку в Мурсию. Хотя впоследствии его вернули, он был снова сослан в Ронду, где умер 27 ноября 1820 года.